# Atalanta Bergamasca Calcio 2009-2010
Questa voce raccoglie le informazioni riguardanti l'Atalanta Bergamasca Calcio nelle competizioni ufficiali della stagione 2009-2010.

## Stagione
Dopo l'addio di Luigi Delneri, andato ad allenare la Sampdoria, viene scelto come nuovo allenatore Angelo Gregucci.
Il giovane tecnico tarantino si era messo in mostra alla guida del Vicenza, portando i veneti a conquistare tre salvezze consecutive.
L'inizio del 50º campionato di Serie A per l'Atalanta è disastroso: i nerazzurri perdono le prime 4 partite, di cui l'ultima con un pesante 4-1 sul campo del Bari.
Inevitabile l'esonero di Gregucci, al posto del quale viene scelto Antonio Conte.
Conte veniva dalla bellissima esperienza proprio con i pugliesi, condotti alla promozione nel massimo campionato la stagione precedente.
Inizialmente l'arrivo di Conte sembra dare uno scossone all'Atalanta che, a seguito di tre pareggi contro Catania, Chievo e Milan, trova le prime vittorie a Udine e in casa contro il Parma.
L'Atalanta cade in un'involuzione di gioco e risultati, in cui si salva soltanto con una vittoria a Siena (sarà, assieme a quello di Udine, l'unico successo esterno della stagione) e il prestigioso pari casalingo contro i campioni in carica dell'Inter.
Nella prima partita del 2010, in seguito al k.o. in casa contro il Napoli, Conte rassegna le dimissioni.
L'allenatore della Primavera atalantina Walter Bonacina viene chiamato a dirigere la prima squadra nella gara conclusiva del girone di andata persa in casa del Palermo per 1-0.
La dirigenza sceglie come nuovo tecnico Bortolo Mutti.
Mutti è stato attaccante dell'Atalanta negli anni ottanta e aveva allenato i nerazzurri in B nella stagione 1998-1999, fallendo la promozione in Serie A.
Nel mercato di riparazione viene ripreso dalla Reggina, dove era in prestito, Daniele Capelli e, sempre con la formula del prestito, sono acquistati Volpi, Zanetti, Amoruso e Chevantón. Acquafresca è restituito al Genoa e, durante il girone di ritorno, rescinde il contratto Costinha, senza presenze nei suoi due anni e mezzo di permanenza a Bergamo.
Il girone di ritorno, inaugurato dalla splendida vittoria contro la Lazio per 3-0, vede un miglioramento delle prestazioni della squadra in casa, mentre il rendimento in trasferta non cambia. L'ufficialità della retrocessione arriva alla penultima giornata, quando è ancora una volta il Napoli a imporsi sui nerazzurri: era stato comunque decisivo il pareggio in casa della settimana precedente contro il Bologna, con l'autorete di Federico Peluso a decretare di fatto il verdetto finale per l'Atalanta.
L'avventura dell'Atalanta in Coppa Italia è lo specchio del campionato. Ad agosto i nerazzurri vincono 1-0 a Cesena per quella che sarebbe stata l'unica vittoria della gestione Gregucci: la gara è stata decisa nel secondo tempo da Acquafresca. L'eliminazione dei nerazzurri dalla Coppa nazionale arriva per mano del Lumezzane, formazione bresciana di Lega Pro Prima Divisione, che vince a Bergamo con la rete di Michele Marconi, tra l'altro di proprietà dell'Atalanta.

## Divise e sponsor
Lo sponsor tecnico per la stagione 2009-2010 è Erreà, mentre lo sponsor ufficiale è Sit-in Sport. La prima maglia è a strisce verticali nero-azzurre, calzoncini e calzettoni neri, mentre la seconda è bianca con strisce sottili nere, calzoncini e calzettoni bianchi. La terza maglia è bianca con riprodotto il logo della squadra in nero, calzoncini azzurri e calzettoni neri.
| Casa | Trasferta |

## Organigramma societario
Area direttiva
- Presidente: Alessandro Ruggeri
- Vice presidente: Francesca Ruggeri
- Amministratore delegato: cav. Isidoro Fratus
- Direttore generale: Cesare Giacobazzi
- Consiglieri: Aldo Arizzi, Umberto Bortolotti, Enrico Felli, Mirco Moioli, Alessandro Ruggeri, Francesca Ruggeri,

Roberto Selini, Giambattista Begnini
- Collegio sindacale: Giambattista Negretti (presidente), Imerio Facchinetti, Pierluigi Paris

Area organizzativa
- Segretario generale: Fabio Rizzitelli
- Team manager: Mirco Moioli
- Delegato allo stadio: Carlo Valenti
- Responsabile amministrativo: Caterina Trussardi
- Responsabile biglietteria: Omar Valenti

Area comunicazione
- Responsabile area comunicazione: Sergio Carrara
- Ufficio Stampa: Andrea Lazzaroni

Area marketing
- Ufficio marketing: Vitaliano Beretta

Area tecnica
- Direttore sportivo: Carlo Osti
- Vicedirettore sportivo: Riccardo Prisciantelli
- Allenatore: Angelo Gregucci, poi Antonio Conte, poi Valter Bonacina (interim), poi Bortolo Mutti
- Allenatore in seconda: Luca Luzardi, poi Antonio Toma, poi Mauro Di Cicco
- Preparatore dei portieri: Marco Savorani, poi Francesco Anellino, poi Giambattista Piacentini
- Preparatori atletici: Alessandro Ciullini, poi Gian Piero Ventrone e Stefano Bruno, poi Renato Scarpellino
- Collaboratori tecnici: Giuseppe Ton, poi Gianluca Conte, poi nessuno

Area sanitaria
- Responsabile sanitario: Lucio Besana
- Staff medico: Lucio Besana, Paolo Amaddeo
- Fisioterapisti e massaggiatori: Alfredo Adami, Marcello Ginami, Renato Gotti
- Recupero infortunati: Francesco Vaccariello

## Rosa
| N. |                      | Ruolo | Calciatore                        |
| -- | -------------------- | ----- | --------------------------------- |
| 1  | Italia (bandiera)    | P     | Andrea Consigli                   |
| 2  | Argentina (bandiera) | D     | Leonardo Talamonti                |
| 4  | Italia (bandiera)    | D     | Daniele Capelli                   |
| 5  | Italia (bandiera)    | D     | Thomas Manfredini                 |
| 6  | Italia (bandiera)    | D     | Gianpaolo Bellini (vice capitano) |
| 7  | Italia (bandiera)    | C     | Nicola Madonna                    |
| 8  | Austria (bandiera)   | D     | György Garics                     |
| 9  | Italia (bandiera)    | A     | Robert Acquafresca                |
| 9  | Italia (bandiera)    | A     | Nicola Amoruso                    |
| 11 | Italia (bandiera)    | A     | Christian Tiboni                  |
| 13 | Italia (bandiera)    | D     | Federico Peluso                   |
| 15 | Italia (bandiera)    | C     | Diego De Ascentis                 |
| 16 | Paraguay (bandiera)  | C     | Édgar Barreto                     |
| 17 | Italia (bandiera)    | C     | Tiberio Guarente                  |
| 18 | Italia (bandiera)    | C     | Fabio Caserta                     |
| 19 | Messico (bandiera)   | C     | Miguel Layún                      |
| 19 | Uruguay (bandiera)   | A     | Javier Ernesto Chevantón          |

| N. |                       | Ruolo | Calciatore                |
| -- | --------------------- | ----- | ------------------------- |
| 20 | Cile (bandiera)       | C     | Jaime Valdés              |
| 21 | Serbia (bandiera)     | C     | Ivan Radovanović          |
| 22 | Italia (bandiera)     | C     | Simone Padoin             |
| 23 | Portogallo (bandiera) | C     | Costinha                  |
| 25 | Italia (bandiera)     | C     | Paolo Zanetti             |
| 26 | Argentina (bandiera)  | D     | Maximiliano Pellegrino    |
| 28 | Italia (bandiera)     | C     | Giacomo Bonaventura       |
| 32 | Italia (bandiera)     | P     | Ferdinando Coppola        |
| 38 | Italia (bandiera)     | A     | Manolo Gabbiadini         |
| 70 | Italia (bandiera)     | A     | Fabio Ceravolo            |
| 72 | Italia (bandiera)     | C     | Cristiano Doni (capitano) |
| 74 | Italia (bandiera)     | C     | Sergio Volpi              |
| 77 | Italia (bandiera)     | D     | Paolo Bianco              |
| 79 | Brasile (bandiera)    | C     | Adriano Ferreira Pinto    |
| 90 | Italia (bandiera)     | A     | Simone Tiribocchi         |
| 91 | Italia (bandiera)     | P     | Francesco Rossi           |
| 99 | Italia (bandiera)     | A     | Simone Zaza               |

## Calciomercato

### Sessione estiva(dall'1/07 al 31/08)
| Acquisti | Acquisti            | Acquisti    | Acquisti                                    |
| R.       | Nome                | da          | Modalità                                    |
| -------- | ------------------- | ----------- | ------------------------------------------- |
| D        | Paolo Bianco        |             | costo zero                                  |
| D        | György Garics       | Napoli      | riscatto compartecipazione                  |
| C        | Édgar Barreto       | Reggina     | definitivo (4,5 milioni €)                  |
| C        | Giacomo Bonaventura | Pergocrema  | fine prestito                               |
| C        | Fabio Caserta       | Lecce       | definitivo (800.000 €)                      |
| C        | Michael Cia         | Triestina   | riscatto compartecipazione                  |
| C        | Antonino D'Agostino | Parma       | fine prestito                               |
| C        | Miguel Layún        | Veracruz    | definitivo (800.000 €)                      |
| C        | Nicola Madonna      | AlbinoLeffe | compartecipazione                           |
| C        | Ivan Radovanović    | Pisa        | fine prestito                               |
| A        | Robert Acquafresca  | Genoa       | prestito (1,5 milioni €)                    |
| A        | Fabio Ceravolo      | Reggina     | prestito con diritto di riscatto della metà |
| A        | Leon Črnčič         | Aluminij    | definitivo                                  |
| A        | Michele Marconi     | Grosseto    | fine prestito                               |
| A        | Christian Tiboni    | Verona      | fine prestito                               |
| A        | Simone Tiribocchi   | Lecce       | definitivo (2,7 milioni €)                  |

| Cessioni | Cessioni              | Cessioni     | Cessioni                                    |
| R.       | Nome                  | a            | Modalità                                    |
| -------- | --------------------- | ------------ | ------------------------------------------- |
| P        | Simone Colombi        | Pergocrema   | prestito                                    |
| P        | George Forsyth        | Alianza Lima | rinnovo prestito                            |
| D        | Dario Bergamelli      | AlbinoLeffe  | compartecipazione                           |
| D        | Daniele Capelli       | Reggina      | prestito con diritto di riscatto della metà |
| D        | Daniele Gasparetto    | Padova       | prestito con diritto di riscatto della metà |
| C        | Luca Cigarini         | Napoli       | definitivo (4,8 milioni €)                  |
| C        | Alessio Cerci         | Roma         | fine prestito                               |
| C        | Michael Cia           | AlbinoLeffe  | compartecipazione                           |
| C        | Antonino D'Agostino   |              | svincolato                                  |
| C        | Diego De Ascentis     |              | svincolato                                  |
| C        | Marino Defendi        | Lecce        | prestito                                    |
| C        | Michael Girasole      | AlbinoLeffe  | compartecipazione                           |
| C        | Francesco Parravicini | Parma        | fine prestito                               |
| A        | Karamoko Cissé        | AlbinoLeffe  | rinnovo compartecipazione                   |
| A        | Sergio Floccari       | Genoa        | definitivo (10,5 milioni €)                 |
| A        | Michele Marconi       | Lumezzane    | prestito                                    |
| A        | Gianvito Plasmati     | Catania      | fine prestito                               |

### Sessione invernale(dal 02/01 al 31/01)
| Acquisti | Acquisti                 | Acquisti | Acquisti                   |
| R.       | Nome                     | da       | Modalità                   |
| -------- | ------------------------ | -------- | -------------------------- |
| D        | Daniele Capelli          | Reggina  | fine prestito              |
| D        | Henri Toivomäki          | Lahti    | prestito                   |
| C        | Paolo Zanetti            | Torino   | prestito                   |
| C        | Sergio Volpi             | Reggina  | prestito                   |
| A        | Nicola Amoruso           | Parma    | definitivo (1,2 milioni €) |
| A        | Javier Ernesto Chevantón | Siviglia | prestito                   |

| Cessioni | Cessioni            | Cessioni | Cessioni                                    |
| R.       | Nome                | a        | Modalità                                    |
| -------- | ------------------- | -------- | ------------------------------------------- |
| C        | Giacomo Bonaventura | Padova   | prestito con diritto di riscatto della metà |
| C        | Miguel Layún        | América  | prestito                                    |
| C        | Nicola Madonna      | Vicenza  | prestito                                    |
| A        | Robert Acquafresca  | Genoa    | fine prestito                               |
| A        | Christian Tiboni    | Ascoli   | prestito                                    |

### Operazioni esterne alle sessioni
| Acquisti | Acquisti          | Acquisti | Acquisti   |
| R.       | Nome              | da       | Modalità   |
| -------- | ----------------- | -------- | ---------- |
| C        | Diego De Ascentis |          | svincolato |

| Cessioni | Cessioni | Cessioni | Cessioni   |
| R.       | Nome     | a        | Modalità   |
| -------- | -------- | -------- | ---------- |
| C        | Costinha |          | svincolato |

## Risultati

### Serie A

#### Girone di andata
| Arbitro: | Pierpaoli (Firenze) |

|            |           |  |
| Rocchi 23’ | Marcatori |  |

| Arbitro: | Saccani (Mantova) |

|  |           |             |
|  | Marcatori | 45’ Moretti |

| Arbitro: | Gava (Conegliano Veneto) |

|  |           |             |
|  | Marcatori | 63’ Mannini |

| Arbitro: | Tommasi (Bassano del Grappa) |

|                                            |           |             |
| Rivas 7’ Barreto 9’ Álvarez 39’ Donati 61’ | Marcatori | 84’ Bellini |

| Bergamo 23 settembre 2009, ore 20:45 CEST 5ª giornata | Atalanta            | 0 – 0 referto | Catania | Stadio Atleti Azzurri d'Italia (11.152 spett.)\| Arbitro: \| De Marco (Chiavari) \| |
| Arbitro:                                              | De Marco (Chiavari) |               |         |                                                                                     |

| Arbitro: | Ciampi (Roma) |

|                |           |                |
| Pellissier 76’ | Marcatori | 72’ Tiribocchi |

| Arbitro: | Rocchi (Firenze) |

|                |           |                |
| Tiribocchi 21’ | Marcatori | 83’ Ronaldinho |

| Arbitro: | Pierpaoli (Firenze) |

|         |           |                                          |
| Lodi 8’ | Marcatori | 4’ Tiribocchi 70’ Valdés 73’ De Ascentis |

| Arbitro: | Romeo (Verona) |

|                                             |           |              |
| Valdés 43’ (rig.) Tiribocchi 52’ Peluso 84’ | Marcatori | 77’ Paloschi |

| Arbitro: | Bergonzi (Genova) |

|                |           |  |
| Migliónico 68’ | Marcatori |  |

| Arbitro: | Velotto (Grosseto) |

|                                  |           |  |
| Nenê 33’, 36’ Matri 45+1’ (rig.) | Marcatori |  |

| Arbitro: | Morganti (Ascoli Piceno) |

|                         |           |                                                             |
| Valdés 51’ Ceravolo 71’ | Marcatori | 36’, 37’ Camoranesi 55’ Felipe Melo 84’ Diego 87’ Trezeguet |

| Arbitro: | Giannoccaro (Lecce) |

|  |           |                                       |
|  | Marcatori | 52’ Tiribocchi 67’ (rig.) Acquafresca |

| Arbitro: | Tagliavento (Terni) |

|              |           |                          |
| Ceravolo 13’ | Marcatori | 44’ Vučinić 64’ Perrotta |

| Arbitro: | Celi (Campobasso) |

|                          |           |  |
| Vargas 26’ Gilardino 89’ | Marcatori |  |

| Arbitro: | Rizzoli (Bologna) |

|                |           |            |
| Tiribocchi 81’ | Marcatori | 15’ Milito |

| Arbitro: | De Marco (Chiavari) |

|                  |           |                              |
| Di Vaio 19’, 34’ | Marcatori | 37’ Manfredini 60’ Chevantón |

| Arbitro: | Rosetti (Torino) |

|  |           |                              |
|  | Marcatori | 7’ Quagliarella 58’ Pazienza |

| Arbitro: | Gava (Conegliano Veneto) |

|                   |           |  |
| Cavani 70’ (rig.) | Marcatori |  |

#### Girone di ritorno
| Arbitro: | Trefoloni (Siena) |

|                        |           |  |
| Doni 6’, 9’ Padoin 36’ | Marcatori |  |

| Arbitro: | Giannoccaro (Lecce) |

|                        |           |  |
| Palacio 18’ Crespo 42’ | Marcatori |  |

| Arbitro: | Celi (Campobasso) |

|                           |           |  |
| Palombo 36’ Pazzini 45+1’ | Marcatori |  |

| Arbitro: | Banti (Livorno) |

|                |           |  |
| Tiribocchi 82’ | Marcatori |  |

| Catania 14 febbraio 2010, ore 15:00 CET 24ª giornata | Catania           | 0 – 0 referto | Atalanta | Stadio Angelo Massimino (19.071 spett.)\| Arbitro: \| Trefoloni (Siena) \| |
| Arbitro:                                             | Trefoloni (Siena) |               |          |                                                                            |

| Arbitro: | Brighi (Cesena) |

|  |           |                |
|  | Marcatori | 44’ Pellissier |

| Arbitro: | Banti (Livorno) |

|                             |           |            |
| Pato 30’, 41’ Borriello 61’ | Marcatori | 56’ Valdés |

| Bergamo 7 marzo 2010, ore 15:00 CET 27ª giornata | Atalanta            | 0 – 0 referto | Udinese | Stadio Atleti Azzurri d'Italia (13.023 spett.)\| Arbitro: \| Giannoccaro (Lecce) \| |
| Arbitro:                                         | Giannoccaro (Lecce) |               |         |                                                                                     |

| Arbitro: | Saccani (Mantova) |

|             |           |  |
| Bojinov 71’ | Marcatori |  |

| Arbitro: | Orsato (Schio) |

|                                             |           |  |
| Padoin 14’ Chevantón 50’ Ferreira Pinto 53’ | Marcatori |  |

| Arbitro: | Rocchi (Firenze) |

|                                       |           |             |
| Tiribocchi 53’ Valdés 64’ (rig.), 72’ | Marcatori | 90+1’ Conti |

| Arbitro: | Gervasoni (Mantova) |

|                               |           |               |
| Del Piero 30’ Felipe Melo 82’ | Marcatori | 45+1’ Amoruso |

| Arbitro: | Damato (Barletta) |

|                               |           |  |
| Valdés 16’ Ferreira Pinto 70’ | Marcatori |  |

| Arbitro: | Rocchi (Firenze) |

|                          |           |                |
| Vučinić 12’ Cassetti 27’ | Marcatori | 53’ Tiribocchi |

| Arbitro: | Romeo (Verona) |

|                                  |           |               |
| Ferreira Pinto 7’ Tiribocchi 69’ | Marcatori | 75’ Montolivo |

| Arbitro: | Orsato (Schio) |

|                                  |           |               |
| Milito 24’ Muntari 35’ Chivu 78’ | Marcatori | 5’ Tiribocchi |

| Arbitro: | Tagliavento (Terni) |

|              |           |                   |
| Guarente 23’ | Marcatori | 82’ (aut.) Peluso |

| Arbitro: | Orsato (Schio) |

|                       |           |  |
| Quagliarella 43’, 83’ | Marcatori |  |

| Arbitro: | Rocchi (Firenze) |

|              |           |                          |
| Ceravolo 48’ | Marcatori | 12’, 90+5’ (rig.) Cavani |

### Coppa Italia

#### Turni preliminari
| Arbitro: | Tommasi (Bassano del Grappa) |

|  |           |                 |
|  | Marcatori | 82’ Acquafresca |

| Arbitro: | Guida (Torre Annunziata) |

|  |           |             |
|  | Marcatori | 20’ Marconi |

## Statistiche

### Statistiche di squadra
| Competizione | Punti | In casa | In casa | In casa | In casa | In casa | In casa | In trasferta | In trasferta | In trasferta | In trasferta | In trasferta | In trasferta | Totale | Totale | Totale | Totale | Totale | Totale | DR  |
| Competizione | Punti | G       | V       | N       | P       | Gf      | Gs      | G            | V            | N            | P            | Gf           | Gs           | G      | V      | N      | P      | Gf     | Gs     | DR  |
| ------------ | ----- | ------- | ------- | ------- | ------- | ------- | ------- | ------------ | ------------ | ------------ | ------------ | ------------ | ------------ | ------ | ------ | ------ | ------ | ------ | ------ | --- |
| Serie A      | 35    | 19      | 7       | 5       | 7       | 24      | 20      | 19           | 2            | 3            | 14           | 13           | 33           | 38     | 9      | 8      | 21     | 37     | 53     | -16 |
| Coppa Italia | -     | 1       | 0       | 0       | 1       | 0       | 1       | 1            | 1            | 0            | 0            | 1            | 0            | 2      | 1      | 0      | 1      | 1      | 1      | 0   |
| Totale       | -     | 20      | 7       | 5       | 8       | 24      | 21      | 20           | 3            | 3            | 14           | 14           | 33           | 40     | 10     | 8      | 22     | 38     | 54     | -16 |

### Andamento in campionato
| Giornata  | 1  | 2  | 3  | 4  | 5  | 6  | 7  | 8  | 9  | 10 | 11 | 12 | 13 | 14 | 15 | 16 | 17 | 18 | 19 | 20 | 21 | 22 | 23 | 24 | 25 | 26 | 27 | 28 | 29 | 30 | 31 | 32 | 33 | 34 | 35 | 36 | 37 | 38 |
| --------- | -- | -- | -- | -- | -- | -- | -- | -- | -- | -- | -- | -- | -- | -- | -- | -- | -- | -- | -- | -- | -- | -- | -- | -- | -- | -- | -- | -- | -- | -- | -- | -- | -- | -- | -- | -- | -- | -- |
| Luogo     | T  | C  | C  | T  | C  | T  | C  | T  | C  | T  | T  | C  | T  | C  | T  | C  | T  | C  | T  | C  | T  | T  | C  | T  | C  | T  | C  | T  | C  | C  | T  | C  | T  | C  | T  | C  | T  | C  |
| Risultato | P  | P  | P  | P  | N  | N  | N  | V  | V  | P  | P  | P  | V  | P  | P  | N  | N  | P  | P  | V  | P  | P  | V  | N  | P  | P  | N  | P  | V  | V  | P  | V  | P  | V  | P  | N  | P  | P  |
| Posizione | 19 | 19 | 19 | 20 | 20 | 19 | 19 | 17 | 16 | 16 | 16 | 17 | 17 | 17 | 17 | 18 | 18 | 19 | 19 | 18 | 19 | 19 | 19 | 19 | 19 | 19 | 19 | 19 | 18 | 18 | 18 | 18 | 18 | 18 | 18 | 18 | 18 | 18 |

Legenda:

Luogo: C = Casa; T = Trasferta. Risultato: V = Vittoria; N = Pareggio; P = Sconfitta.

### Statistiche dei giocatori
| Giocatore         | Serie A  | Serie A | Serie A     | Serie A    | Coppa Italia | Coppa Italia | Coppa Italia | Coppa Italia | Totale   | Totale | Totale      | Totale     |
| Giocatore         | Presenze | Reti    | Ammonizioni | Espulsioni | Presenze     | Reti         | Ammonizioni  | Espulsioni   | Presenze | Reti   | Ammonizioni | Espulsioni |
| ----------------- | -------- | ------- | ----------- | ---------- | ------------ | ------------ | ------------ | ------------ | -------- | ------ | ----------- | ---------- |
| R. Acquafresca    | 12       | 1       | 1           | 0          | 2            | 1            | 0            | 0            | 14       | 2      | 1           | 0          |
| N. Amoruso        | 15       | 1       | 3           | 0          | -            | -            | -            | -            | 15       | 1      | 3           | 0          |
| E. Barreto        | 4        | 0       | 1           | 0          | 1            | 0            | 0            | 0            | 5        | 0      | 1           | 0          |
| G. Bellini        | 30       | 1       | 5           | 1          | 1            | 0            | 0            | 0            | 31       | 1      | 5           | 1          |
| P. Bianco         | 21       | 0       | 8           | 1          | 1            | 0            | 0            | 1            | 22       | 0      | 8           | 2          |
| G. Bonaventura    | 1        | 0       | 0           | 0          | -            | -            | -            | -            | 1        | 0      | 0           | 0          |
| D. Capelli        | 10       | 0       | 3           | 0          | -            | -            | -            | -            | 10       | 0      | 3           | 0          |
| F. Caserta        | 15       | 0       | 1           | 0          | 2            | 0            | 0            | 0            | 17       | 0      | 1           | 0          |
| F. Ceravolo       | 28       | 3       | 0           | 0          | 1            | 0            | 0            | 0            | 29       | 3      | 0           | 0          |
| E. Chevanton      | 12       | 2       | 2           | 0          | -            | -            | -            | -            | 12       | 2      | 2           | 0          |
| A. Consigli       | 31       | -40     | 1           | 0          | 1            | 0            | 0            | 0            | 32       | -40    | 1           | 0          |
| F. Coppola        | 9        | -10     | 1           | 0          | 1            | -1           | 0            | 0            | 10       | -11    | 1           | 0          |
| Costinha          | -        | -       | -           | -          | -            | -            | -            | -            | -        | -      | -           | -          |
| D. De Ascentis    | 17       | 1       | 2           | 0          | -            | -            | -            | -            | 17       | 1      | 2           | 0          |
| C. Doni           | 30       | 2       | 11          | 1          | 2            | 0            | 1            | 0            | 32       | 2      | 12          | 1          |
| A. Ferreira Pinto | 23       | 3       | 2           | 0          | 1            | 0            | 0            | 0            | 24       | 3      | 2           | 0          |
| M. Gabbiadini     | 2        | 0       | 0           | 0          | -            | -            | -            | -            | 2        | 0      | 0           | 0          |
| G. Garics         | 30       | 0       | 3           | 1          | 2            | 0            | 0            | 0            | 32       | 0      | 3           | 1          |
| T. Guarente       | 33       | 1       | 11          | 0          | 2            | 0            | 0            | 0            | 35       | 1      | 11          | 0          |
| M. Layún          | 2        | 0       | 0           | 0          | -            | -            | -            | -            | 2        | 0      | 0           | 0          |
| N. Madonna        | 6        | 0       | 0           | 0          | 1            | 0            | 0            | 0            | 7        | 0      | 0           | 0          |
| T. Manfredini     | 27       | 1       | 11          | 0          | 1            | 0            | 1            | 0            | 28       | 1      | 12          | 0          |
| S. Padoin         | 37       | 2       | 11          | 0          | 1            | 0            | 0            | 0            | 38       | 2      | 11          | 0          |
| M. Pellegrino     | 6        | 0       | 5           | 1          | -            | -            | -            | -            | 6        | 0      | 5           | 1          |
| F. Peluso         | 23       | 1       | 7           | 0          | 1            | 0            | 0            | 0            | 24       | 1      | 7           | 0          |
| I. Radovanović    | 12       | 0       | 0           | 1          | 1            | 0            | 0            | 0            | 13       | 0      | 0           | 1          |
| F. Rossi          | 0        | 0       | 0           | 0          | -            | -            | -            | -            | 0        | 0      | 0           | 0          |
| L. Talamonti      | 17       | 0       | 3           | 0          | 2            | 0            | 0            | 0            | 19       | 0      | 3           | 0          |
| C. Tiboni         | 1        | 0       | 0           | 0          | 1            | 0            | 0            | 0            | 2        | 0      | 0           | 0          |
| S. Tiribocchi     | 37       | 11      | 6           | 0          | -            | -            | -            | -            | 37       | 11     | 6           | 0          |
| J. Valdes         | 32       | 7       | 3           | 1          | 1            | 0            | 0            | 0            | 33       | 7      | 3           | 1          |
| S. Volpi          | 5        | 0       | 0           | 0          | -            | -            | -            | -            | 5        | 0      | 0           | 0          |
| S. Zaza           | -        | -       | -           | -          | -            | -            | -            | -            | -        | -      | -           | -          |
| P. Zanetti        | 2        | 0       | 0           | 0          | -            | -            | -            | -            | 2        | 0      | 0           | 0          |

## Giovanili

### Organigramma societario
Area tecnica - Primavera
- Allenatore: Walter Bonacina
- Preparatore dei portieri: Massimo Biffi, Carlo Resmini, Bruno Speziale
- Fisioterapista: Stefano Pirovano
- Preparatore atletico: Luca Medolago
- Dirigente accompagnatore: Giovanni Lucarelli, Giuseppe Belotti
- Collaboratore: Ferruccio Finardi

Area tecnica - Berretti
- Allenatore: Giuseppe Butti
- Medico: Fabrizio Caroli
- Fisioterapista: Antonio Rossi
- Dirigente accompagnatore: Venanzio Moriggi

### Piazzamenti
- Primavera:
  - Campionato: Ottavi di finale
  - Coppa Italia: Ottavi di finale
  - Torneo di Viareggio: Semifinale
- Berretti:
  - Campionato: Vincitrice